# Diadegma retusa
Diadegma retusa là một loài tò vò trong họ Ichneumonidae.